# Сушица (Приштина)
Сушица (алб. Shushicë) је насељено место у граду Приштини, на Косову и Метохији. Према попису из 2024. било је 469 становника.

## Географија
Сушица се налази на 715m надморске висине. Село је смештено у подножју Оштрог врха, на путу Јањево-Грачаница и сврстава се у групу села збијеног типа. Сушица је подељена на Доњу и Горњу махалу.

## Историја
Село се под именом Свшица/Соушица помиње у Грачаничкој повељи краља Милутина из 1321. године. У селу се налази црква посвећена Светом Димитрију, која је 1991. године подигнута на темељима старијег храма из 14. века.

## Становништво
Према попису из 2011. године, Сушица има следећи етнички састав становништва:
| Националност | 2011.        |
| Албанци      | 308 (59.81%) |
| Срби         | 204 (39.61%) |
| неизјашњени  | 3 (0.58%)    |
| Укупно       | 515          |

| Демографија | Демографија | Демографија |
| Година      | Становника  | Становника  |
| ----------- | ----------- | ----------- |
| 1948.       | 575         |             |
| 1953.       | 643         |             |
| 1961.       | 757         |             |
| 1971.       | 718         |             |
| 1981.       | 746         |             |
| 1991.       | 863         |             |
| 2011.       | 515         |             |

### Родови
Сушица је готово цело било читлук са изузетком Албанаца Алимчевића (алб. Alimi) и једне куће Срба Рајковчан. До средине 19. века Рајковчани су живели у Доњој, а Марковчани и Алимчевићи у Горњој махали. Од тада су се почели досељавати у село и други родови, а измештале се и куће старих родова, те су махале у погледу родова мешовите.
Према подацима из 1932. године, у Сушици је живело 10 родова:
Српски родови
- Рајковчани (12 кућа;Митровдан) — доселили се крајем 18. века из Дебарске стране. Имају поменик (читуљу) преписану 1813. године у коме се међу прецима помиње прво Палеја па Рајко, само није означено ни кад су живели нити кад су умрли. Од овог рода има у Приштини 13, Скопљу 4 и у Прокупљу 3 куце. Све су оне исељене од зулума и то од 1900. Његових раних исељеника има у Грачаници и у Рујцу.
- Марковчани (20 кућа., св. Никола). — досељени из Сиринића са почетком 19. века.
- Микичићи или Рашићи (4 куће., св. Никола). — пресељени су из Бадовца средином 19. века а даљом су старином из Рашинца.
- Младенчићи (2 куће., св. Арханђел) — доселили се око 1860. из Бостана (новобрдска крива река).
- Перић (1 кућа., Митровдан) — старином из новог села а у Сушицу пресељени из Ливађа око 1880.
- Ивић (1 кућа., св. Никола) — преселили се из Шашковца око 1870.
- Бадовчани (3 куће., св. Никола) — пресељени из Бадовца 1875.
- Словинци (2 куће., св. Арханђео) — досељени из Гњиланске Мораве 1901.

Албански родови:
- Алимчевићи (алб. Alimi) (5 кућа) — досељени са краја 18. века из Сиринића, из села Фираје од рода Драгоша. Даљим пореклом су из Арне (Скадарска малесија). Појасеви у 1932. од досељења из Фираје: Ферат, Алим, Селим, Мисим, Јашар(5 кућа.).
- Плана (1 кућа) — од Фиса (племена) Шаље, Музаћ (2 куће.), од Фиса (племена) Шаље и Точан (1 кућа.), од Фиса (племена) Климената, Мухаџири, из 1878. из Плане, Музаћа и Точана у Топлици. Цигански род је Бурјани (2 куће.). Мухаџир је из 1878. из Топлице.